# Cantó de Queragut
El cantó de Queragut (Canton de Quérigut en francès i oficialment) és un cantó francès del departament de l'Arieja, a la regió d'Occitània. Està enquadrat al districte de Foix, té 7 municipis i el cap cantonal és Queragut. Ocupa gran part de la regió històrica occitana del Donasà.

## Municipis
- Artiga
- Carcanièra
- Mijanes
- Al Plan
- Al Pug
- Queragut
- Rosa